# House (película de 1986)
House, una casa alucinante, cuyo título original en inglés es House (literalmente «Casa»), es una comedia de terror de 1985, dirigida por Steve Miner y protagonizada por William Katt, George Wendt, Richard Moll y Kay Lenz. Se rodaron hasta tres secuelas: House II: The Second Story (1987), House III: The Horror Show (1989) y House IV (1992).

## Argumento
Roger Cobb (William Katt), es un autor de novelas de terror que vive atormentado. No sólo sufre de la separación con su esposa Sandy (Kay Lenz) sino que Jimmy, su único hijo (interpretado alternativamente por los hermanos Erik y Mark Silver), ha desaparecido sin dejar rastro y Elizabeth Hooper (Susan French), que era su tía favorita, se ha suicidado recientemente por ahorcamiento. Además de todo eso, ha pasado un año desde que hizo el lanzamiento de su último libro y está siendo sometido a las presiones de su editor para escribir otro. Para disgusto de sus fanes y del editor, Cobb planea una novela basada en sus experiencias en Vietnam en lugar de otra historia de terror, y no lo hace porque esté realmente interesado en el tema, sino que es una forma de purgarse a sí mismo de los horrores que él mismo experimentó mientras estuvo allí.
Después del funeral de su tía, en lugar de vender la casa en la que esta vivía, que es lo que le recomienda un gestor de bienes inmobiliarios, Cobb decide vivir allí por un tiempo, mientras trata de escribir su nuevo libro. Pero por haber vivido en esa casa durante su infancia, un gran número de recuerdos le vienen regularmente a la mente, y tras mudarse de nuevo a la casa, empieza a tener pesadillas muy fuertes y pensamientos sobre un compañero de armas que tuvo, apodado el Big Ben (Richard Moll), que murió en Vietnam cuando le acompañaba durante una patrulla en la selva. Además de sus pesadillas, Cobb empieza a percibir fenómenos extraños en la casa. Intenta hablar de estos problemas con su nuevo vecino, Harold Gorton (George Wendt), pero éste piensa que todo lo que le está diciendo es una locura.
Una noche, mientras investiga un ruido procedente de la habitación de su difunta tía, Cobb es atacado por “algo” que tiene la forma de una bestia horrible con tentáculos, garras y varios rostros humanos en la cabeza. Cosas más extrañas empiezan a suceder, como herramientas del jardín que se le echan encima, clavándose en una puerta cerca de su cabeza, o como la transformación de su esposa en un ser aterrador, una horrible bruja a la que llama «Sandywitch» (literalmente «Bruja Sandy»). A partir de ese momento Cobb se ve forzado a tener que pelear con extrañas criaturas que incluso intentan robarle un bebé que él se encuentra cuidando para la joven y bella vecina llamada Tanya.
Finalmente, Cobb encuentra lo que parece ser una entrada a otro mundo a través del armario del botiquín de primeros auxilios de su cuarto de baño. Le echa una mirada al interior y ve un inmenso vacío, en el que penetra colgando desde una cuerda que él mismo ha asegurado en el interior de la casa. En ese vacío gigantesco se encuentra con una calavera alada, irreconocible, y tras luchar con ella en la oscuridad, logra identificar a una persona, su hijo perdido Jimmy. Así se desatan una serie de eventos que llevan al protagonista a encontrarse con ciertas personas de su pasado y a intentar rescatar a algunas otras de su presente.

## Reparto
| Actor                | Personaje                     | Notas |
| -------------------- | ----------------------------- | ----- |
| William Katt         | Roger Cobb                    |       |
| George Wendt         | Harold Gorton                 |       |
| Richard Moll         | Big Ben                       |       |
| Kay Lenz             | Sandy Sinclair                |       |
| Mary Stavin          | Tanya                         |       |
| Michael Ensign       | Chet Parker                   |       |
| Susan French         | Elizabeth Hooper, tía de Cobb |       |
| Erik y Mark Silver   | Jimmy                         |       |
| Peter Pitofsky       | Sandywitch                    |       |
| Felix Silla          | "little Critter"              | Voz   |
| Elizabeth Barrington | "little Critter"              | Voz   |
| Jerry Maren          | "little Critter"              | Voz   |
| Dino Andrade         | "little Critter"              | Voz   |
| Mindy Sterling       | Mujer de la librería          |       |

## Escenas de acción
Kane Hodder fue el coordinador de las escenas de acción.

## Lanzamiento
House fue estrenada en 1.440 salas de cine el 28 de febrero de 1986 y recaudó $5.923.972 en su primer fin de semana, quitándole el primer puesto a la película Pretty in Pink. Cuando dejó de estar programada en cines House había recaudado $19.444.631 en la taquilla doméstica, por lo que se la considera un éxito comercial ya que su presupuesto inicial había sido de $3.000.000. La película tiene un 50% de calificación en el portal Rotten Tomatoes, basado en los comentarios de los espectadores.

## Premios
En 1987, Richard Moll y Kay Lenz fueron nominados a los Premios Saturn. El director Steve Miner ganó el Premio de la Crítica por su trabajo en la película y fue nominado para un Premio Internacional de Cine Fantástico.

## Banda sonora
La banda sonora de la película fue lanzada en los soportes de vinilo, de casete y de CD en 1987. Dura aproximadamente 52 minutos y cuenta con 25 pistas que se presentaron en las dos primeras versiones: House y House II: The Second Story.